# 1992年夏季奧林匹克運動會中華台北代表團
1992年夏季奧林匹克運動會中華臺北代表團是中華民國（台灣）以“中華台北”名義，參與在西班牙巴塞隆納舉行的1992年夏季奧林匹克運動會，為第3次以「中華台北」名義參加夏季奧運。該隊在該屆夏季奧運獲得獎牌數為1面銀牌，名列第49位。

## 獎牌榜
| 名次 | 運動員             | 運動 | 日期 |
| ---- | ------------------ | ---- | ---- |
| 銀牌 | 中華台北棒球代表團 | 棒球 |      |

## 項目

### 射箭
- 林宜螢-女子個人第13名
- 賴芳美-女子個人第7名
- 劉碧瑜-女子個人第51名
- 林宜螢、賴芳美、劉碧瑜-女子團體第11名

### 田徑
- 王惠珍-女子100公尺-未晉級決賽
- 王惠珍-女子200公尺-未晉級決賽
- 馬君萍-女子七項全能-未完賽

### 棒球
中華台北棒球代表隊在決賽中以1：11敗給古巴隊奪得銀牌，也是第一面棒球（正式項目）獎牌。
- 總教練：李來發。
- 教練團：高英傑，林華韋，楊賢銘。

- 投　手：林朝煌，羅振榮，蔡明宏，黃文博，鍾宇政，郭李建夫。
- 捕　手：白昆弘，張正憲，陳執信。
- 內野手：王光熙，黃忠義，張耀騰，羅國璋，吳思賢，林琨瀚，古國謙（現已改名古勝吉）。
- 外野手：江泰權，廖敏雄，張文宗，陳威成。

### 自由車
- 翁有義-男子個人公路賽-未完賽
- 翁有義-男子4公里個追逐賽-第23名
- 翁有義-男子個人領先計分賽-未晉級

### 柔道
- 黃玉欣-女子48公斤級-未晉級
- 吳玫玲-女子66公斤級-未晉級

### 射擊
- 杜台興-男子10公尺空氣手槍-第41名
- 杜台興-男子50公尺自由手槍-第11名
- 陳雪霞-女子10公尺空氣手槍-第37名

### 舉重
- 林子堯-男子56公斤級-第16名

### 跆拳道
本屆跆拳道為表演項目
- 張榮三-男子54公斤級-8強
- 王明松-男子58公斤級- 銅牌
- 周桂名-男子72公斤級- 銅牌
- 羅月英-女子47公斤級- 金牌
- 童雅琳-女子59公斤級- 金牌
- 陳怡安-女子63公斤級- 金牌